# Kick Me (canción de Sleeping with Sirens)
«Kick Me» (en español, Patéame) es el primer sencillo de Madness, el cuarto álbum de estudio de la banda Sleeping with Sirens. En este álbum ocupa la pista 1, fue lanzado el 10 de noviembre de 2014. La canción marca el primer lanzamiento de la banda en Epitaph Records después de la salida de su antiguo sello Rise Records.

## Canción
Fue lanzada como el primer adelanto del cuarto disco de la banda. Este tema viene siendo como un nuevo himno para esta nueva generación que se está levantando, una generación de jóvenes que está sufriendo insultos o críticas por otros jóvenes un poco mayores, ya sea por metaleros que dicen que esta música no se compara con la de ellos. Entonces este tema viene siendo como una revelación, para que los fanes se levanten.
La letra de esta canción está cargada de insultos y al mismo tiempo un ánimo que tú mismo te estás dando, es una sobrecarga de emociones y también de orgullo y alegría porque tú sabes quien eres, tú sabes de donde provienes. Las personas que te critican no saben nada de tu vida, no saben nada de lo que tú has pasado. Son líricas cargadas en respuesta a tantos insultos que estos jóvenes reciben día a día.

## Video musical
Fue dirigido por Sitcom Soldiers, segundo vídeo oficial de la banda dirigido por él, seguido de "Alone". El video de la canción fue filmada en el Camden Underworld en vivo durante la configuración de la banda en Londres, Inglaterra. En el vídeo se puede ver a la banda dando un tipo de concierto. En algunas tomas aparecen fanes cantando al lado de los integrantes de la banda, dándoles la oportunidad de conocerlos al mismo tiempo.

## Rendimiento comercial
| Gráfico (2014)                    | Mejor posición |
| --------------------------------- | -------------- |
| US Rock Digital Songs (Billboard) | 13             |
| US Hot Rock Songs (Billboard)     | 23             |